# Buford (Georgia)
Buford è una città degli Stati Uniti d'America, situata nello Stato della Georgia e in particolare nella contea di Gwinnett. Una piccola porzione della città si trova nella contea di Hall.